# Kazimierz Dolny

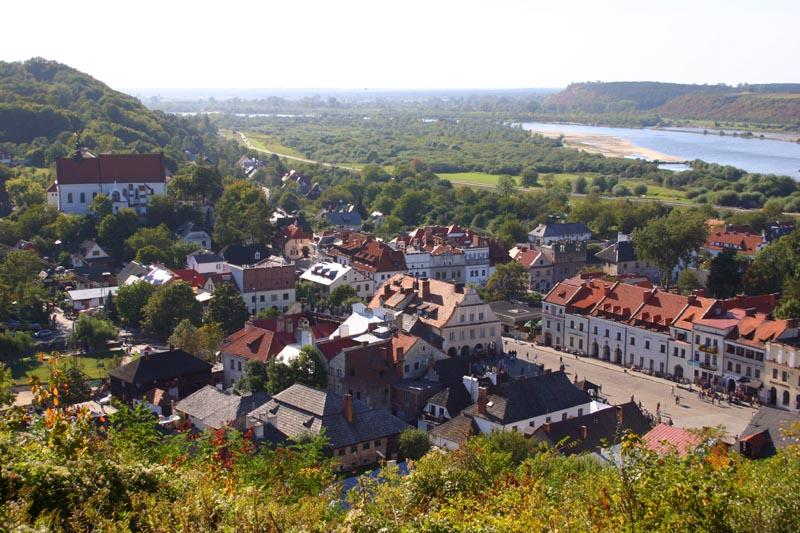
Kazimierz Dolny

Kazimierz Dolny, stad i östra Polen med 2 700 invånare (1998). Den ligger i Puławy kommun i vojvodskapet Lublin på Wisłas östra strand.
Staden är ett stort turistmål och anses vara en av de vackraste i Polen. Den hade sin storhetstid under 1500-talet och första halvan av 1600-talet främst genom spannmålstransporterna på Wisła. 
- Wikimedia Commons har media som rör Kazimierz Dolny.